# Lucie Pagé
 (mai 2012).
Pour les articles homonymes, voir Pagé.
Lucie Pagé (née le 29 novembre 1961 en Nouvelle-Écosse au Canada) est une journaliste et écrivaine canadienne d'expression française. Elle est surtout connue pour ses livres sur l'Afrique du Sud.

## Biographie
Diplômée en communications de l’Université du Québec à Montréal (UQAM), elle œuvre dans ce domaine depuis 1984. Elle a, tour à tour, scénarisé, produit, réalisé et écrit plus de mille reportages/documentaires/articles/conférences surtout sur son pays d’adoption, l’Afrique du Sud. 
La route des chants de la libération, Every 83 seconds…, When Love Hurts, Voyage sonore à Robben Island sont quelques-uns de ses documentaires. 
Elle a travaillé à des émissions comme Contrechamp et Le magazine  économique, présentées à Radio-Canada, et, l’Indice, Visa Santé, et Nord-Sud, présentées sur les ondes de Télé-Québec. 
Elle a fait la direction artistique du spectacle d'ouverture du 25e Festival international de Jazz de Montréal, qui soulignait les 10 ans de la fin de l'apartheid. 
Entre 1992 et 1993, elle a occupé le poste de directrice du département de radiotélédiffusion ainsi que celui de chargée de la formation pour The Institute for the Advancement of Journalism, en Afrique du Sud, pour des journalistes et des politiciens, dont Nelson Mandela, cherchant à apprivoiser les médias. 
En 2001, elle publie chez Libre Expression un premier livre intitulé Mon Afrique, dans lequel elle relate son expérience de femme, de mère, d’épouse de ministre et de journaliste correspondante pour Radio-Canada durant toute l’ère Mandela (1990-1999) tout en peignant un tableau clair et émouvant de la chute du régime de l'apartheid et de l'arrivée au pouvoir de Nelson Mandela, livre qui a été traduit en anglais et publié dans plusieurs pays du monde. 
Son deuxième livre, Eva, aussi publié chez Libre Expression, est un roman d'amour historique couvrant la période 1964-1990 en Afrique du Sud. 
Son troisième livre est la suite de Mon Afrique : Notre Afrique, 2006]. 
Elle a publié son 4e ouvrage, Encore un pont à traverser (2010, Libre Expression), une saga qui se passe dans un lieu inventé avec des thèmes de société – et de la vie - bien réels, « Un roman fort que je recommande fortement » a dit la critique littéraire Andrée Poulin (Radio-Canada, Ottawa). Elle est coauteure des livres Bancs publics (Lanctôt 2006) et La vie est belle (Fides 2008). Elle a aussi publié un livre pour mieux comprendre l'histoire, la civilisation et les us et coutumes de la société sud-africaine, Comprendre l'Afrique du Sud (2011, Guides de voyage Ulysse).
Lucie a été plusieurs fois primée dans sa carrière avec, notamment, une médaille d’argent et une mention d’honneur du Prix du magazine canadien, deux nominations aux Prix Gémeaux, des mentions au Festival des vues d’Afrique et au Festival des films de l'Afrique australe. Elle est mariée à un Sud-Africain et a trois enfants.

## Œuvres
- 2001 : Mon Afrique
- 2005 : Eva
- 2006 : Notre Afrique
- 2010 : Encore un pont à traverser
- 2011 : Comprendre l'Afrique du Sud, Ulysse
- 2014 : Demain, il sera trop tard, mon fils
- 2016 : Sexe, pot et politique
- 2016 : Aimer, encore et toujours  (Collectif)
- 2021 : Marie-Lumière